# Резолюция Совета Безопасности ООН 2735
Резолюция Совета Безопасности ООН 2735 была принята 10 июня 2024 года. Призывала ХАМАС принять предложенное соглашение о заложниках и прекращении огня в продолжающейся войне между Израилем и ХАМАСом. Резолюция, представленная США, подробно описывает трехэтапное предложение и отмечает его принятие Израилем. Реализация описанного соглашения приведет к освобождению всех заложников, удерживаемых ХАМАС, установлению постоянного прекращения огня в секторе Газа и продвижению многолетнего плана восстановления. Кроме того, резолюция отвергает любые демографические или территориальные изменения в секторе Газа и подтверждает поддержку Советом Безопасности решения о создании двух государств, предусматривающего объединение сектора Газа и Западного берега под управлением Палестинской национальной администрации.
Резолюция получила единогласную поддержку, при этом Россия воздержалась при голосовании.

## Предыстория
31 мая 2024 года президент США Джо Байден публично представил в телеобращении предложение о заложниках и прекращении огня, что стало поворотным моментом в усилиях США по разрешению конфликта. Предложение, разработанное совместно с катарскими и египетскими посредниками, включает шестинедельное прекращение огня, в течение которого израильские войска будут выведены из населенных районов сектора Газа. В обмен ХАМАС освободит нескольких заложников, захваченных во время терактов 7 октября, а Израиль освободит сотни палестинских заключенных. Более поздние этапы плана предусматривают освобождение всех заложников, полный вывод войск Израиля и план восстановления сектора Газа. Представленные детали представляют собой краткое изложение предложения, которое Израиль передал посредникам.
Несмотря на общественный призыв и происхождение этого предложения, ни премьер-министр Израиля Биньямин Нетаньяху, ни ХАМАС не приняли соглашение публично или официально на момент принятия этой резолюции. Нетаньяху утверждает, что публично описанные условия неточны, и утверждает, что военные операции будут продолжаться до тех пор, пока ХАМАС не будет побежден.
Администрация Байдена оказывает значительное давление на ХАМАС через стран-посредников, Египет и Катар. Обе страны пригрозили лидерам ХАМАС возможным арестом, замораживанием активов, санкций и высылкой из Дохи, если они не согласятся с предложением. Эти действия являются частью более широкой стратегии США по использованию регионального влияния, чтобы посадить ХАМАС за стол переговоров и добиться прекращения боевых действий.
В Израиле на ситуацию влияют политические сложности. Крайне правые партнеры Нетаньяху по коалиции выступают против любого прекращения огня и угрожают свергнуть правительство, если он согласится на сделку. Лидеры оппозиции предложили поддержку соглашения о заложниках, но глубокие политические разногласия и шаткое положение Нетаньяху усложняют принятие им решений.

## Подробности

### Текст резолюции
Совет Безопасности,
вновь подтверждая цели и принципыУстава Организации Объединённых Наций,
ссылаясь на все свои соответствующие резолюции по ситуации на Ближнем Востоке, включая палестинский вопрос,
подчеркивая важность продолжающихся дипломатических усилий Египта, Катара и США, направленных на достижение всеобъемлющего соглашения о прекращении огня, состоящего из трех этапов,
1. Приветствует новое предложение о прекращении огня, объявленное 31 мая, которое Израиль принял, призывает ХАМАС также принять его и настоятельно призывает обе стороны полностью выполнить его условия без промедления и без каких-либо условий;
2. Отмечает, что реализация этого предложения позволит распределить следующие результаты на три этапа:
a) этап 1: немедленное, полное и окончательное прекращение огня с освобождением заложников, включая женщин, пожилых людей и раненых, возвращение останков некоторых убитых заложников, обмен палестинскими пленными, вывод израильских войск из населенных районов Газы, возвращение палестинских гражданских лиц в свои дома и районы во всех районах Газы, в том числе на севере, а также безопасное и эффективное распределение гуманитарной помощи в больших масштабах по всему сектору Газа среди всех палестинских гражданских лиц, кто в этом нуждается, включая жилье, предоставленное международным сообществом;
b) этап 2: по соглашению сторон окончательное прекращение боевых действий в обмен на освобождение всех других заложников, всё ещё находящихся в секторе Газа, и полный вывод израильских войск из сектора Газа;
с) этап 3: начало масштабного многолетнего плана восстановления Газы и возвращение останков всех умерших заложников, всё ещё находящихся в Газе, их семьям;
3. Подчеркивает, что в предложении говорится, что если переговоры продлятся более шести недель на первом этапе, прекращение огня всё равно будет продолжаться до тех пор, пока продолжаются переговоры, и приветствует готовность Соединённых Штатов, Египта и Катара работать над обеспечением продолжения переговоров. до тех пор, пока не будут достигнуты все соглашения и не начнется второй этап;
4. Подчеркивает важность соблюдения сторонами условий этого предложения после его согласования и призывает все государства-члены и Организацию Объединённых Наций поддержать его реализацию;
5. Отвергает любые попытки демографических или территориальных изменений в секторе Газа, включая любые действия, которые сокращают территорию Газы;
6. Подтверждает свою непоколебимую приверженность идее решения на основе существования двух государств, при котором два демократических государства, Израиль и Палестина, живут бок о бок в мире в рамках безопасных и признанных границ, в соответствии с международным правом и соответствующими резолюциями ООН, и в этой связи подчеркивает важность объединения сектора Газа с Западным берегом под властью Палестинской автономии;
7. Постановляет продолжать заниматься этим вопросом.— Совет Безопасности ООН, Текст резолюции Совета Безопасности ООН 2735, 

## Голосование
Резолюция была единогласно принята 14 голосами «за» и одним воздержанием от России.
Представитель России заявил, что с самого начала военных действий Москва выступает за постоянное прекращение огня. По поводу принятой резолюции он заявил, что «её авторы не держат Совет в курсе деталей соглашения». Отметив, что «не было никакого переговорного процесса», он также отметил, что — хотя ХАМАС призван принять эту так называемую сделку — нет ясности относительно официального соглашения со стороны Израиля.

## Реакция

### Израиль
Представитель Израиля в ООН не подтвердил и не опроверг принятие Израилем предложения об освобождении заложников и прекращении огня, повторяя заявления премьер-министра о том, что Израиль намерен продолжать боевые действия до тех пор, пока все заложники не будут освобождены и ХАМАС не будет расформирован военным путем.

### ХАМАС
Организация приветствовала содержание резолюции, заявив, что ХАМАС готов сотрудничать с посредниками в дальнейших переговорах. Старший представитель Сами Абу Зухри заявил, что ХАМАС принял резолюцию о прекращении огня.

### Палестина
Президент Палестинской национальной администрации Махмуд Аббас приветствовал принятие резолюции.